# Lycium parvifolium
Lycium parvifolium är en potatisväxtart som beskrevs av T.Y.Chen och Xu L.Jiang. Lycium parvifolium ingår i släktet bocktörnen, och familjen potatisväxter. Inga underarter finns listade i Catalogue of Life.